# Hermogênio Silva
Hermogênio Pereira da Silva , mais conhecido como Hermogênio Silva  (São Gonçalo, 7 de janeiro de 1848 — Petrópolis, 5 de maio de 1915), foi um médico, jornalista e político brasileiro.
Foi senador eleito pelo Rio de Janeiro na legislatura 1909, mas não chegou a ocupar o cargo. Também foi deputado estadual para a legislatura iniciada em 1892 e terceiro vice-presidente do estado do Rio de Janeiro entre 1895 a 1897. Ocupou o executivo municipal de Petrópolis (RJ) nos períodos de 1889-1890, 1891-1894, 1896-1897, 1901-1904 e 1908-1910.

## Biografia
Nascido na Fazenda do Engenho Novo do Retiro, na então Freguesia de Cordeiros (hoje Ipiiba) da cidade de Niterói (atual município de São Gonçalo), Hermogênio Pereira da Silva recebeu o mesmo nome de seu pai e teve por mãe Cândida Tibre Pereira da Silva.  Participou da Guerra do Paraguai como acadêmico de medicina.
Tornou-se vereador da Câmara Municipal do Rio de Janeiro, (capital do Império Brasileiro), entre 1881 e 1884. Durante seu mandato apresentou projetos de importância para o progresso da cidade, entre os quais aqueles que não tiveram execução mas foram a antevisão do Túnel Velho, do Corte do Cantagalo, do Túnel Santa Bárbara e do Túnel Rebouças.
Mudou-se para Petrópolis em 1884, mas não abandona a política. Participou da fundação do pioneiro Clube Republicano fluminense, sendo seu secretário; também adere a causa  abolicionista. Em 1889, com a Proclamação da República e o consequente fim da monarquia, Hermogênio foi nomeado Delegado de Polícia; dias depois tornou-se Presidente do primeiro Conselho de Intendência de Petrópolis (cargo correspondente ao de atual Prefeito), indicado pelo governo provisório do republicano Estado do Rio, a época comandado pelo governador Francisco Portela.
Desentendeu-se com o então governador Francisco Portela, em agosto de 1890, por entender que este não era fiel aos princípios democráticos republicanos. Hermogênio acabou exonerado com todos os outros intendentes petropolitanos que haviam sido nomeados. Em 1891, seguida de uma revolta popular, o governador Portela renuncia. Eleito José Tomás da Porciúncula como novo chefe estadual, este nomeou o novo Conselho de Intendência de Petrópolis, em 17 de dezembro de 1891, entregando a Presidência outra vez a Hermogênio Silva.
Em 1892 surge o jornal Gazeta de Petrópolis que torna-se órgão de apoio a Hermogênio Silva no plano no municipal. De postura radicalmente republicana e governista, o jornal aliou-se com os propósitos de Floriano Peixoto, depois com Prudente de Moraes e Campos Sales, no plano federal; e com Porciúncula no nível estadual.
Em 31 de janeiro de 1892 foi eleito deputado estadual, participando da elaboração de uma nova Constituição estadual concluída em 9 de abril do mesmo ano. Destacou-se parlamentarmente na defesa do respeito a autonomia dos municípios. Ainda em 1892 elegeu-se como vereador mais votado para a primeira câmara municipal republicana de Petrópolis; ao tomar posse do cargo foi eleito pelos seus pares Presidente da casa, cargo ao qual continuavam confiadas as atribuições executivas de Prefeito. Seria reconduzido ao cargo outras vezes (1893, 1894, 1895 mas pediu para não exercer, 1896, 1897, 1901, 1902, 1903, 1904, 1908, 1909, 1910), obtendo em todas as oportunidades de eleição para a câmara municipal a maior votação até a última, a que concorreu, em 1909.
Suas principais realizações no executivo municipal petropolitano foram:  a elaboração do Código de Posturas, abastecimento de água, fornecimento de iluminação e eletricidade, instalação de esgoto e de serviços de transporte, de telefone, construção de moradia para os de pequena renda, higiene e saúde, limpeza pública, abertura e calçamento de ruas, construção de pontes, arborização das vias públicas. Para sediar os órgãos do poder municipal adquiriu, do Barão de Guaraciaba, o hoje chamado Palácio Amarelo.
Nas eleições estaduais de 1894, alcançou a 3ª vice-presidência do Estado (no governo de Joaquim Maurício de Abreu), para o triênio 1895-1897, sendo permitida a acumulação com o cargo municipal que possuía. Em 1898 e 1899 foi secretário de Obras Públicas e Indústrias do Estado e, ao mesmo tempo, por breve período, secretário do Interior e Justiça (1899).
Quando da sucessão de Alberto Torres ao governo do Estado, Hermogênio Pereira da Silva foi preterido por Quintino Bocaiuva; tornando-se seu principal opositor. Morto Porciúncula, já no início do governo de Quintino Bocaiúva no Estado do Rio de Janeiro, a Gazeta de Petrópolis foi pouco a pouco se afastando do grupo político de Hermogênio Silva, no plano municipal, e se chegando, no nível estadual, de Quintino e seu aliado Nilo Peçanha. Em outubro de 1902 é criado o jornal Tribuna de Petrópolis que passou a ser influenciado politicamente por Hermogênio, atacando os aliados de Quintino. Sem apoio local, o jornal Gazeta de Petrópolis acabou em fins de 1904. De novo deputado estadual, foi presidente da Assembléia Legislativa no triênio 1901-1903, renunciando à investidura em protesto pela aprovação da lei do retorno da capital do Estado do Rio, de Petrópolis para Niterói. Continuou, entretanto, na presidência da Câmara Municipal de Petrópolis.
No inicio de 1909, enquanto se elegia ainda como o mais votado vereador de Petrópolis, foi também eleito senador da República, com excelente votação. Diplomado senador, Hermogênio não chegou a ocupar a cadeira, impedido por decisão da Comissão verificadora dos poderes oriunda de manobra política adversária.  Ao Senado, Hermogênio teve como adversário nestas eleições de 30 de janeiro de 1909 o seu antigo desafeto Quintino Bocayuva, que era velho aliado de Nilo Peçanha - este, na época vice-presidente da república. Nilo possuía bons aliados no Congresso, especialmente no Senado, ele influenciou a Comissão Verificadora de Poderes do Senado; e foi escolhido relator do caso o Senador Antonio Azeredo, que fazia oposição ao presidente Afonso Pena e precisava de aliados para ainda mais hostilizar-lo. Como Hermogênio Silva apoiava o governo estadual de Alfredo Backer e este o presidente Afonso Pena; Hermogênio não foi diplomado senador e Quintino ocupou a vaga.
No fim do ano de 1909 o quadro político apresentava mudanças. Com o falecimento de Afonso Pena, Nilo Peçanha torna-se presidente de república. Desta forma, Hermogênio Silva e seus aliados, agora, buscam-se aproximar de Nilo Peçanha e distanciar-se de Alfredo Backer. Em 19 de dezembro, o seu grupo politico apresentava a chapa completa de candidatos para renovação da Câmara Municipal de Petrópolis, todos associados a Nilo. Todavia, nas eleições, os candidatos mais votados em Petrópolis foram aqueles que estavam muito mais para o lado de Alfredo Backer.
Hermogênio abandonou a vida pública a 14 de abril de 1910, mas continuou no controle de seu grupo político até falecer em 1915. Buscando impedir o êxito do grupo de Hermogênio Silva, Nilo Peçanha no governo do estado cria a Prefeitura de Petrópolis em 1916, diminuindo o poder da Câmara Municipal, nomeando como primeiro prefeito Osvaldo Cruz. Na mesma época, Nilo criou as prefeituras de Nova Friburgo, Paraíba do Sul e Itaperuna que estavam nas mãos de seus adversários políticos como Galdino do Vale.

## Homenagens
- Em sua homenagem o Palácio Amarelo, sede do poder legislativo municipal de Petrópolis, recebeu a designação oficial de Paço Hermogênio Silva.[1][9]
- Ganhou a denominação de Rua Dr. Hermogênio Silva um logradouro em Petrópolis.[1][9]
- Uma localidade no município de Três Rios, existente entre Alberto Torres e Moura Brasil, passou a denominar-se Hermogênio Silva visto ser ele um dos idealizadores da expansão da malha ferroviária entre as cidades de Petrópolis e a atual Três Rios; por este fato ganhou seu nome uma das estações da linha.[1][9]